# 开山造地
移山是指把原有的山坡掘走泥土以產生平地。有时也称为开山造地。對於山多平地少的城市，移山是一個很有效製造平地作為市區發展的方法。
不少有山地的大城市，例如香港、深圳，都是使用這個方法製造平地。比较大的移山工程有兰州的267平方公里移山工程。

## 香港例子

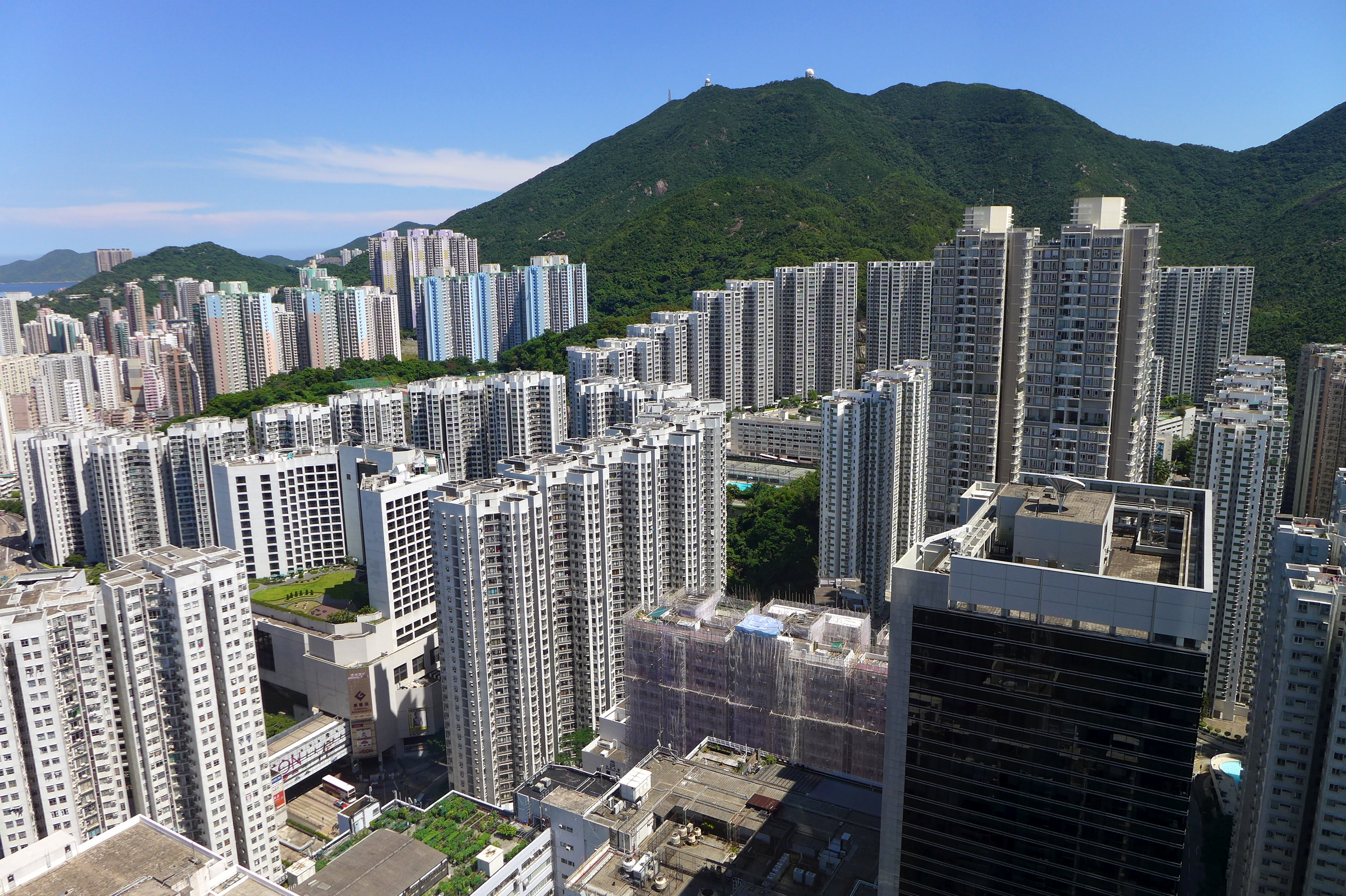
2014年的康怡花園

香港發展港九新界時都曾以移山方式開發土地，夷平後均作不同用途：
- 香港島
  - 摩理臣山：摩理臣山游泳池
  - 利園山：希慎廣場
  - 康山：康怡廣場
- 九龍
  - 大環山：大環山邨
  - 官涌山：佐敦一帶
  - 聖山：舊啟德機場客運大樓
- 新界
  - 象鼻山：象山邨